# يوسف روسي
يوسف روسي لاعب كرة قدم مغربي كان يشغل مركز مدافع ولد بالدار البيضاء في 28 يونيو 1973 ، لعب لنادي الرجاء الرياضي كما احترف في فرنسا واسكتلندا وقطر كما حمل ألوان المنتخب المغربي لفترة ليست بالقصيرة.

## المسيرة الرياضية
يوسف روسي ابن نادي الرجاء الرياضي الذي لعب لفريقه الأول موسم 95/94 وغادره سنة 1997 في اتجاه نادي رين الفرنسي والذي لعب له موسمين حيث خاض معه 41 مباراة قبل حطه الرحال موسم 2000/1999 بنادي نيمخين الهولندي الذي لم يظهر بألوانه إلا في 4 مناسبات الشيء الذي جعله يغير الوجهة صوب اسكتلندا حيث وقع لنادي دونفرملين أثلتيك الذي خاض معه 21 مباراة وسجل 1 هدف واحد، بعدها عاد سنة 2003 إلى نادي الرجاء الرياضي الذي لعب له موسمين قبل خوضه تجربة مع نادي الخور القطري الذي لعب له ثلاث مواسم إلى غاية اعتزاله سنة 2008
رغم وجود مدافعين كبار من حجم النيبت والحضريوي في صفوف المنتخب المغربي إلا أن روسي تمكن من تمثيل المنتخب المغربي من 1996 وإلى غاية 2001 كما شارك في كأس العالم سنة 1998 بفرنسا حيث خاض 33 مقابلة دولية بألوان أسود الأطلس

## روابط خارجية
- يوسف روسي على موقع الاتحاد الدولي (مؤرشف)  (الإنجليزية)
- يوسف روسي على موقع قاعدة بيانات كرة القدم.إي يو (الإنجليزية)
- يوسف روسي على موقع ناشيونال فوتبول تيمز (الإنجليزية)
- يوسف روسي على موقع Soccerbase.com (لاعب) (الإنجليزية)